# La Onda
La Onda (Nederlands: De Golf) is een jaarclub uit 1995 van het USC en is tevens onderdeel van de Unie van Utrecht. La Onda is ook de benaming voor de Mexicaanse tegencultuur die is ontstaan in de jaren 60.
Na het neerslaan van de studentenprotesten van 1968 en het Bloedbad van Tlatelolco, begon zich een meer cultureel gerichte tegenbeweging te organiseren, gekenmerkt door onder andere de jipitecas, de Mexicaanse hippies. Rond 1970 ontstond een nieuwe stroming van Mexicaanse muziek, waarin Mexicaanse en buitenlandse muziek werd vermengd met politiek protest. De beweging was op haar hoogtepunt eind 1971 tijdens de drie dagen durende Avándaro, beter bekend als het "Mexicaanse Woodstock", georganiseerd in de buurt van Toluca, dat 150.000 tot 200.000 bezoekers trok. La Onda beïnvloedde niet alleen Mexicaanse muziek maar ook de literatuur, en drukte haar stempel op de "nieuwe Centraal-Amerikaanse roman" en andere genres. Vanaf de jaren 70 begon de Mexicaanse overheid op te treden tegen de tegencultuur, die daardoor wegebde.
De beweging sloeg over naar Mexicaanse gemeenschappen in de Verenigde Staten, waar het de benaming La Onda Chicana kreeg, en naar Guatemala waar het onder andere de schrijver Mario Roberto Morales beïnvloedde. 